# Centralny Stadion Dinamo
Centralny Stadion „Dinamo” (ros. Центральный стадион «Динамо») – istniejący w latach 1928–2008 wielofunkcyjny stadion sportowy w Moskwie (piłkarsko-lekkoatletyczny), wyburzony w 2011. Od 2019 w jego miejscu funkcjonuje kompleks VTB Arena (stadion piłkarski wraz z halą sportową). Do czasu wybudowania Stadionu Łużniki w 1956 był główną areną sportową Moskwy.
Stadion został zaprojektowany przez architektów Arkadego Langmana i Lazara Cherykowera z okazji Letniej Spartakiady w 1928. Budowę rozpoczęto w 1923, a zakończono latem 1928. Obiekt został oficjalnie otwarty 17 sierpnia 1928 meczem 1/8 finału turnieju piłkarskiego Letniej Spartakiady Moskwa'1928, pomiędzy kadrą Białoruskiej Socjalistycznej Republiki Radzieckiej, a drużyną robotniczych klubów ze Szwajcarii (6:3).
W latach 1928–1956 kilka spotkań rozegrała na nim piłkarska reprezentacja Związku Radzieckiego. Obiekt był ponadto jedną z pięciu aren turnieju piłkarskiego podczas Igrzysk Olimpijskich w 1980 oraz jedną z pięciu aren piłkarskich Mistrzostw Świata U-20 kobiet w 2006.
Początkowo, jego oficjalna pojemność wynosiła 54 600 miejsc siedzących (choć zdarzały się wyższe frekwencje, w tym rekordowa – 71 430 widzów), lecz latem 1998 - po zainstalowaniu plastikowych krzesełek na trybunach - spadła ona do 36 540 miejsc.